# 平顶蜑螺
平顶蜑螺（学名：Nerita planospira），是原始腹足目蜑螺科蜑螺属的一种。主要分布于新加坡、马来西亚、印度尼西亚、台湾，常栖息在河口红树林、潮间带岩礁上。